# 257296 Jessicaamy
257296 Jessicaamy è un asteroide della fascia principale. Scoperto nel 2009, presenta un'orbita caratterizzata da un semiasse maggiore pari a 2,5778135 UA e da un'eccentricità di 0,1175615, inclinata di 13,82408° rispetto all'eclittica.
L'asteroide è dedicato a Jessica Amy Todd, figlia dello scopritore.